# Дембицкая, Феодосия Александровна
Феодосия Александровна Дембицкая (в замужестве Дросси; 1901 — 2002) — советская и российская актриса; заслуженная артистка РСФСР (1953), народная артистка РСФСР (1960), заслуженная артистка Татарской АССР (1945).

## Карьера
Окончила драматическую студию в Таганроге, в 1920—1923 годах служила в Таганрогском драматическом театре (в 1920 году сыграв Лизу в «Горе от ума»), в 1927 году в Кизлярском драматическом театре, Кирова (с 1948 года). Играла на сценах театров Керчи, Махачкалы, Калуги (1940—1941), Калинина, Тулы, Сталинграда, Казани (1942—1947), Грозного (1947—1948), Кирова (с 1948 года).

### Личная жизнь
Муж — заслуженный артист РСФСР Дмитрий Андреевич Дросси.
Последние годы жила в Санкт-Петербурге.

## Творчество
- Лиза («Горе от ума»)
- Мария Александровна («Семья»)
- Наталия Ковшик («Калиновая роща»)
- Констанция («Обыкновенный человек»)
- Мария Львовна («Беспокойная старость»)
- Бабушка («Обрыв»)
- Бардина («Враги»)
- Ламбриния Кирьякули («Остров Афродиты»)
- Матрёна («Власть тьмы»)

## Награды
- Орден Трудового Красного Знамени (7 марта 1960)[5]
- Народная артистка РСФСР (5 февраля 1960)[2]
- Заслуженная артистка РСФСР (1953)
- Заслуженная артистка Татарской АССР (1945)[4]